# Opera Nazionale Balilla

Embleem van het Italiaanse ONB

De Opera Nazionale Balilla (ONB) was een door het fascistische regime in Italië opgerichte jeugdbeweging die in de periode 1926-1937 actief was. De beweging had tot doel de jeugd al in een vroeg stadium bij de fascistische idealen en doelstellingen te betrekken.

## Naamgeving
Volgens een legendarisch verhaal was “Balilla” de bijnaam die gegeven werd aan een Italiaanse jongen, Giovan Battista Perasso, die in 1746 had aangezet tot een opstand tegen de Oostenrijkse bezetting van Genua. Deze heldendaad werd door de fascisten gezien als het voorbeeld van patriottisme. Een verwijzing naar "Ballila" wordt ook teruggevonden in het Italiaans volkslied, Il Canto degli Italiani:
…I bimbi d’Italia, si chiaman Balilla… (..De kinderen van Italië, noemen zich Balilla…)

## De jeugdbeweging
Door onder meer onderwijshervormingen probeerde het fascistische regime vanaf haar aantreden ook greep te krijgen op de opvoeding van de jeugd. Dit stuitte echter vaak op grote bezwaren van de ouders en opeenvolgende Italiaanse ministers werden genoodzaakt de hervormingsplannen te herzien. Benito Mussolini vatte in 1926 het plan op om de jeugd door middel van buitenschoolse activiteiten te betrekken bij zijn beweging. Aan Renato Ricci, onderminister van Onderwijs, werd door Mussolini de taak opgedragen een beweging op te zetten voor het fysieke en morele welzijn van de jeugd. Ricci liet zich daarbij inspireren door de padvindersbeweging opgericht door Robert Baden-Powell, met wie hij hierover in contact trad.
Op 3 april 1926 werd de oprichting van de Opera Nazionale Balilla per wet geregeld. Oprichter Ricci zou de beweging 11 jaar leiden. De beweging viel onder de verantwoordelijkheid van het Ministerie van Onderwijs. Met de oprichting van de ONB werden in de loop van de tijd andere jeugdbewegingen opgeheven (waaronder ook de padvinderij). Enige uitzondering hierop vormde de Katholieke Actie, die door een bepaling in de Lateraanse Verdragen (1929) getolereerd moest worden, zij het dat vanaf 1931 ook deze beweging sterk aan invloed zou afnemen. In 1937 zou de ONB opgaan in de Gioventù Italiana del Littorio (GIL), de jeugdbeweging die rechtstreeks onder het partijbestuur viel.
Naast sociale activiteiten (bijeenkomsten op zaterdagen en vakantiekampen, de Campi Dux) had de beweging voor de jongens een voornamelijk paramilitair karakter. Trainingen werden gegeven voor toetreding tot het Italiaanse leger, waarbij oefeningen werden gehouden met wapens. De meisjes werden opgeleid voor het huiselijk en familieleven. Door bijeenkomsten vond de verspreiding van het fascistisch gedachtegoed plaats, waarbij in het bijzonder de cultus rond Benito Mussolini centraal stond. Dit laatste werd duidelijk uit het credo van de beweging, waarin onder meer was opgenomen:
..Ik geloof in het genie Mussolini, in onze Heilige Vader Fascisme…
Ook ceremoniële gebeurtenissen namen een belangrijke plaats in binnen de beweging. Zo werden ieder jaar op 21 april -de dag dat Rome zou zijn gesticht- jongens die na de Balilla toetraden tot de Fasci Giovanili di Combattimento, plechtig ingezworen waarbij zij trouw aan de Duce zwoeren en de zaak van de fascistische revolutie zouden dienen “indien nodig met mijn bloed”.
Het officiële blad van de beweging was Il Corriere dei Balilla.

## Opbouw van de beweging
Kinderen in de leeftijd van 6 tot 8 jaar traden toe tot het onderdeel van de beweging, dat de Figli della Lupa (Nederlands: Kinderen van de wolvin) werd genoemd. De naam is een verwijzing naar de wolvin die de oprichters van Rome, Romulus en Remus, had gezoogd.
Op 8-jarige leeftijd werden jongens en meisjes van elkaar gescheiden en werden ze opgenomen in de volgende onderdelen van de beweging, waarbij de leeftijd als criterium gold:
Jongens
- Ballila Escursionisti: 8- tot 12-jarigen
- Ballila Moschettieri:12- tot 14-jarigen
- Avanguardisti Moschettieri:14- tot 16-jarigen
- Avanguardisti Mitraglieri:16- tot 18-jarigen

Meisjes
- Piccole italiane:8- tot 14-jarigen
- Giovani italiane: 14- tot 18-jarigen

Voor de leden was een speciaal uniform ontworpen, dat ook in het dagelijks leven werd gedragen. Dit bestond uit een zwart hemd, groene broek, azuurblauwe halsdoek en een zwarte fez.

## Aanhang
Hoewel de naschoolse activiteiten vele jongeren aantrok, was de schatting dat 4,9 miljoen kinderen lid waren van de beweging, wat neerkwam op ongeveer 60% van het totaal aantal kinderen in Italië. Zelfs de verplichting tot deelname aan de beweging, toen de ONB opging in de GIL (1937), veranderde hieraan weinig.
Populair was de beweging in het bijzonder onder jongens in de steden van Noord- en Midden-Italië. De bijrol die was weggelegd voor de vrouwen binnen de fascistische beweging maakte toetreden voor meisjes niet geliefd..